# スキー板

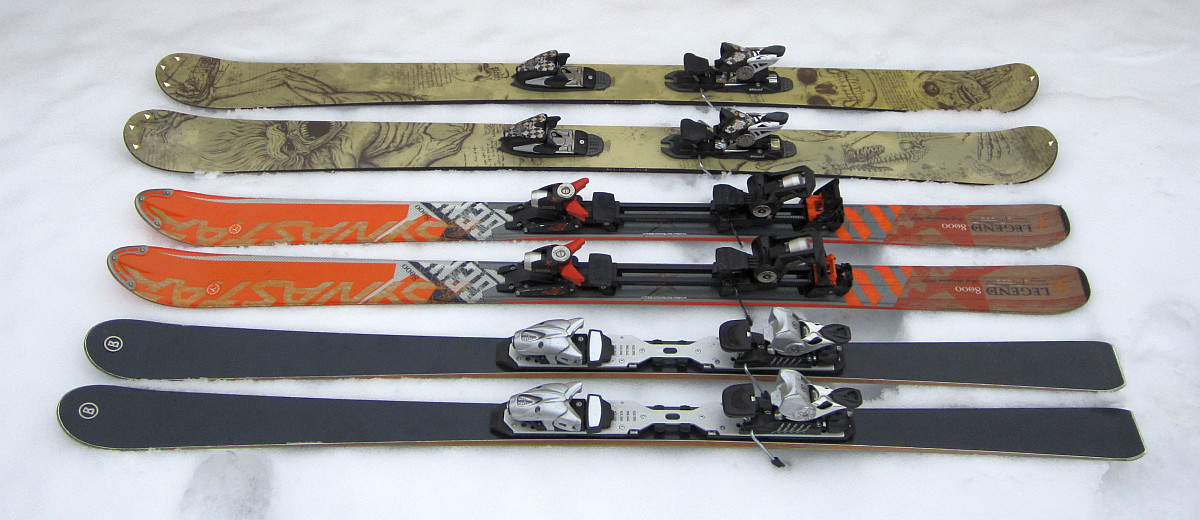
アルペンスキーの板

スキー板（スキーいた、ski）とは、雪の上を滑走するために足下に履く細長い板。通常2本1組を1台として、ブーツにビンディングで装着し使用する。もともとは雪の多い地方の交通手段であったが、現在では主にスキースポーツとして競技やレクリエーションに用いられる。また、スノーモービルの操舵を行う前輪の代わりとしても使用されている。

## 歴史
19世紀に固定型のスキー締具（ビンディング）とくびれ型のスキー板が作りだされ、現代のスキー板の原型が誕生した。1890年代には金属製のビンディングが作られた。当初はスキー板は1枚の木の板であったが、1930年代には合板のスキー板が開発され、金属のエッジも取り付けられた。さらに1940年代には金属（アルミ合金）の板で木の板を挟んだメタルスキーが、1950年代にはグラススキーと呼ばれる木の芯にグラスファイバーを巻きつけたものや合成樹脂製のスキー板が開発される。その後、芯が中空のスキー板や芯にプラスチックやメタル（金属）を用いたものなど様々なものが開発された。現在では芯は木を用いたもの（ウッドコア）が多く、グラスファイバーやケブラー、メタルなどの素材を組み合わせて作成されている。2000年代に入って新たにビンディングと一体構造のスキー板なども数多く開発されている。以前、日本では竹でスキーが作られたこともある。

## 構造

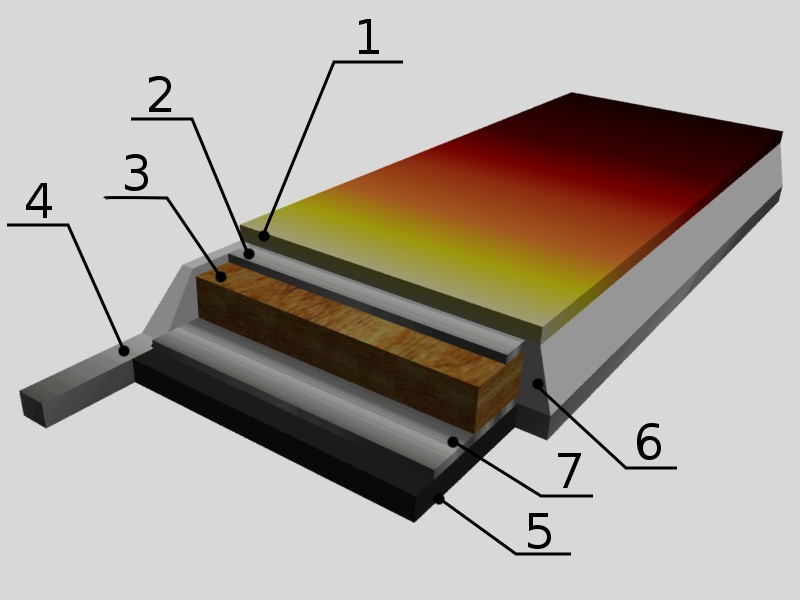
サンドイッチ構造の断面
1.トップシート
2.ラミネート上層
3.芯材
4.エッジ
5.ソール
6.サイドウォール
7.ラミネート下層

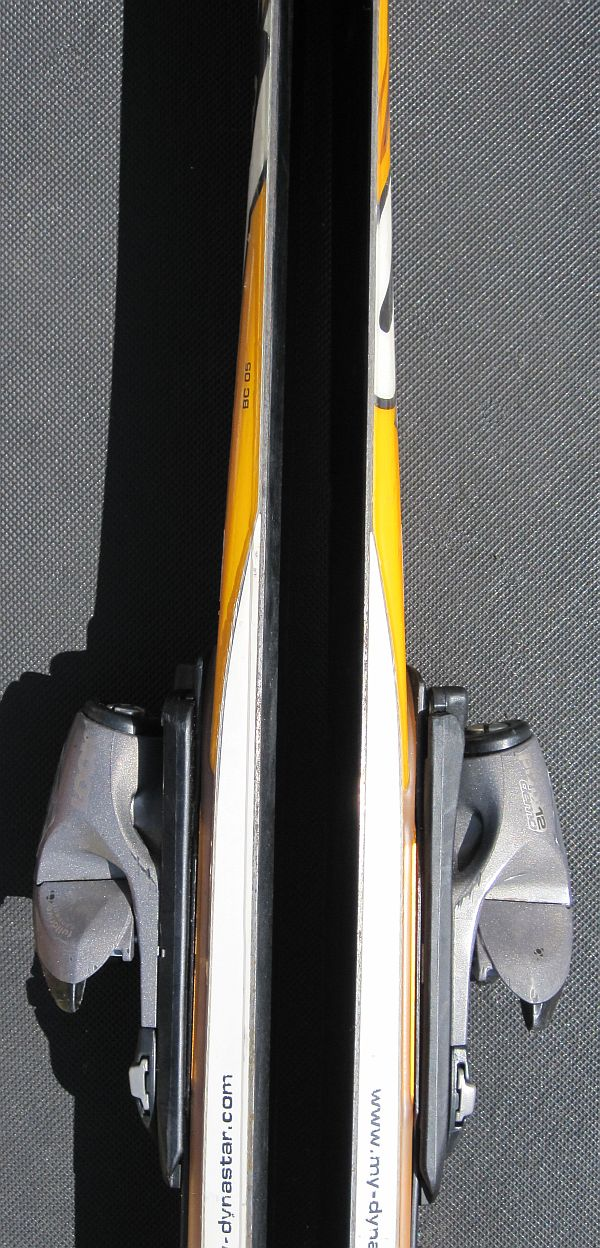
キャップ構造（上部）とサンドイッチ構造（下部、白）の併用

スキー板は、芯材、ソール（滑走面）、エッジ、トップシート、サイドウォールなどから構成される。
芯材はスキー板のもつべき剛性や弾性を実現する中心的な素材である。伝統的には木材が用いられてきたが、近年は発泡樹脂も用いられており、また、ケブラー、ガラス繊維、炭素繊維、ボロン繊維、ポリエチレン繊維などの化学繊維やチタン合金やマグネシウム合金のような金属により強化することで天然素材そのままでは実現できない力学的特性を実現している。
ソールは、スキー板が雪面と接する部分である。現在のスキー板では高密度ポリエチレンが用いられている。特に、上級モデルや競技モデルのスキー板のソールは焼結ポリエチレンを用いることで、滑走時に塗布するワックスがよりよく吸収されるようになっており、雪面に対する摩擦係数の低下による滑走性の向上を図っている。また、競技モデルを中心として、グラファイト粉末を混入して静電気の発生の低減を図ったものも用いられている。
エッジは、アルペンスキーにおけるターンの実現に欠かせない部品である。硬い金属、一般には鋼を素材とする細長い形状のもので、ソールに沿ってスキー板の左右に、板の先端（チップ）から後端（テール）まで配置される。現在はチップからテールまで、ひと続きとなったエッジがほとんどだが、板の柔軟性を優先するために、数cmごとに切れ目の入ったクラックドエッジも一部で用いられている。エッジは90度、ないしそれよりやや鋭角に研がれているのが一般的であり、ターン時に雪面、ときにはアイスバーンを削ってターン中の足場を確保する。
トップシートとサイドウォールは、スキー板の上面や側面を保護するための部材である。近年は、その形状や材質を工夫することで、スキー板の性能向上につなげている場合が多い。また、スキー板の内部構造は、もともとはソール、芯材、トップシートを重ねて貼りあわせて側面にサイドウォールを接着したサンドイッチ構造のものが多かった。近年はトップシートとサイドウォールの一体化することでねじれ（トーション）に強いボックス構造、あるいはキャップ構造を採用する板も多い。スキー板前部にキャップ構造、スキー板後部にサンドイッチ構造を使用するなど両方の構造を併用した板もある。ビンディングと一体構造のスキー板はビンディングの一部分のみが板と結合され、踵あるいはつま先の部分が稼働することなどによって板のセンター部（ブーツの下）をたわませることが出来るようになっている。そのほか、トップシートの上に振動吸収を目的とした小さな部材を取り付けた板も存在する。

## 形状

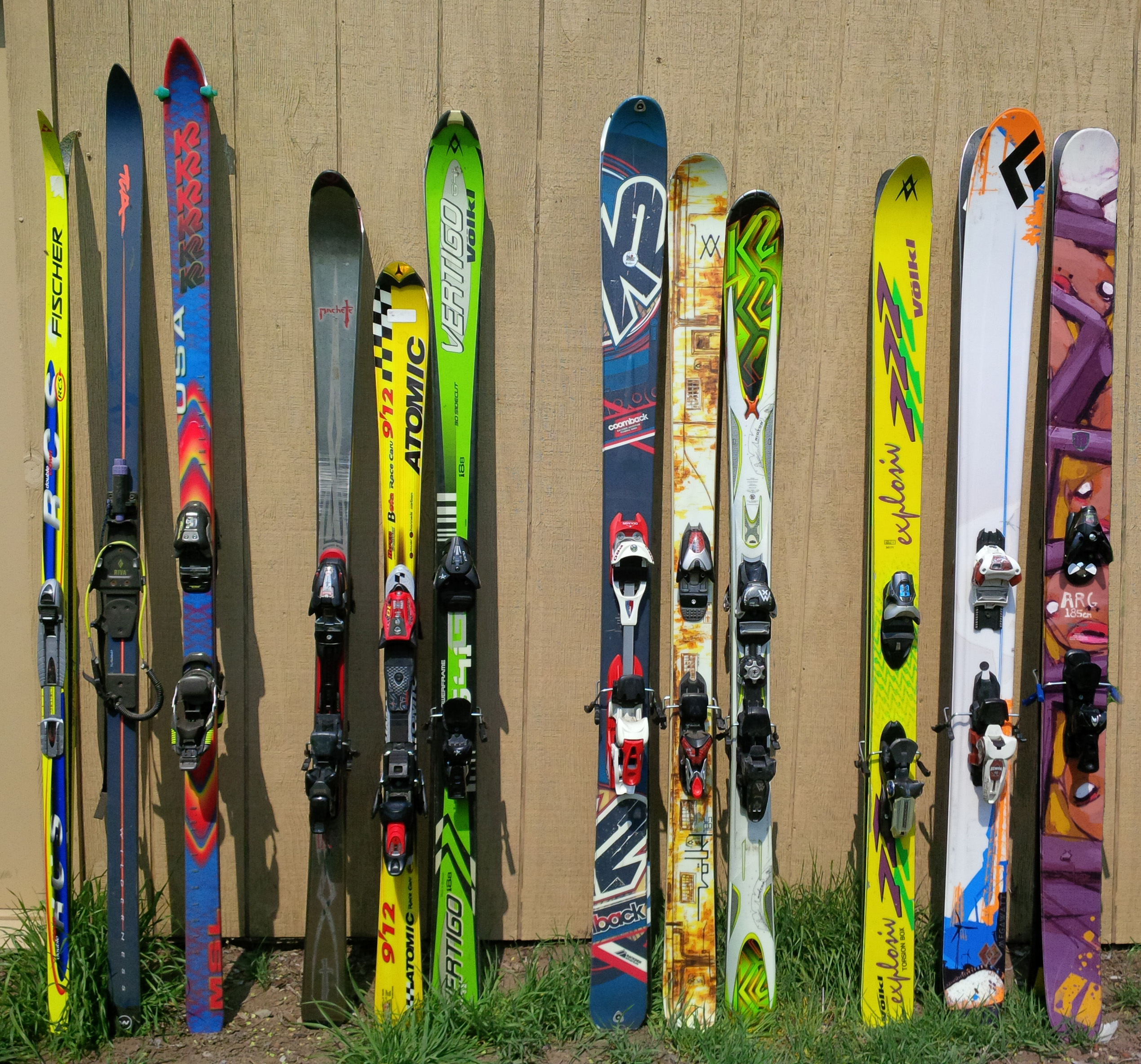
形状の異なる4タイプのスキー。左から
1.くびれの無いスキー: クロスカントリー、テレマーク、旧式アルペン
2.カービングスキー
3.ツインチップスキー
4.ファットスキー

スキー板の基本性能を決定する形状的特徴には、長さ、幅、くびれ、反りの4つがあり、用途により板の形状はさまざまである。例えばモーグル競技のスキー板は、コブを滑るためにやや細身でゆるいサイドカーブを持つ。整地されていない雪山などのバックカントリーでは、深雪で沈まないように幅を広くしたファットスキーが使われる。

### 長さ
ソールの表面積はスキー板の長さ太さによって定まるが、それがスキー板の浮力、すなわち雪への沈みにくさの一つの指標となる。クロスカントリースキーの板は抗力を減らすために細く、しかし必要な浮力が得られるようその分長くなっている。アルペンスキーの板はそれよりも太く短い傾向にある。
アルペンスキーでは1980年代まで2m前後のものが一般的であった。1990年代のカービングスキーの登場とその一般化という技術革新のもと、扱いやすい 150cm から 180cm 程度が一般的となり、2mを越える長さの板は高速系競技と一部のファットスキーでのみ見掛けるという状況になった。また、100cm から 130cm 程度のショートスキーや、70cm 程度のファンスキーまたはスキーボードと呼ばれるものもあり、これらは滑走特性の違いから独自のジャンルとして位置付けられている。

### チップとテール
スキー板の前端（チップ、tip）は、雪を突き進む際に潜らないよう通常は上へ反り返っている。チップはスキーの歴史において長らく尖ったものだったが、太いスキー板の導入によってより丸みのある形に変化した。
後端（テール、tail）はかつて、真っ直ぐに切られた形をしており、また多くは今でもそうである。フリースタイルスキーでは後方に滑走することが多く、ツインチップのデザインが一般的となっている。ツインチップスキーとはチップとテールが両方とも上に反り返っている形状のスキー板で、反ったテールにより後方に滑ることやジャンプした後に後ろ向きに着地することが容易になる。

### キャンバーとロッカー
従来からのスキー板は、単体でソールを下にして水平面に置くとチップとテールそれぞれの付近で水平面に接し、中央部分が浮いた弓なり状となっていて、この形状をキャンバー（camber）と呼んでいる。キャンバー形状のスキー板は履いてから平らな雪面に立つことでソール全体が雪面に接し、安定した直滑降を可能にしている。スキー板のチップは上に持ち上がっていて、滑走時に雪面に刺さりにくい形状になっている。テールはほとんど平らとなっている板が多い。
近年、最初から反り返った形状となったロッカー（rocker）と呼ばれるスキー板も登場し、次の区分で呼称されている。
フルロッカー
スキー板を平面に置いた場合の接地点がセンター（ビンディング付近）のみで、チップからテールにかけてほぼ全て反り返っているもの。専らフリースタイルスキーに用いられる。
チップ＆テールロッカー
スキー板のチップとテールに大きな反り返りがあるが、センターにキャンバー形状も残されているもの。
チップロッカー
スキー板のチップのみが大きく反り返り、それ以外はキャンバー形状としているもの。
ロッカースキーは、緩勾配の非圧雪面でチップが雪中に潜り込むのを防ぐため、チップの反り上がりに加え、更にチップから30～40cm程度を基点として先端部がゆるやかに持ち上げられている。上記ツインチップ形状と組み合わせた場合にはテール30cm程度も緩やかに持ち上がっている。その場合「エッジ有効長」（スキー板を平面に置いた場合の接地区間の長さ）は通常のスキー板の6～7割程度しかない。2015年頃より各社とも製品を拡充しはじめた。
ロッカーの長所として、スキー板への荷重によらずに弧を描いている事からターンしやすく、特に山岳スキーやバックカントリースキーのエッジが効きにくい新雪・深雪斜面においてターンしやすい事が挙げられる。

## チューンナップ
スキー板のソール（滑走面）は長期間の使用による経年変化や摩耗等で断面がコンベックス（convex、凸状）やコンケーブ（concave、凹状）となってしまうことがある。一般的に、コンベックスだとソールの膨らみがエッジを阻害してエッジの効きや引っ掛かりが悪くなり、ターンが外側に膨らむ傾向となって、必要な小回りターン半径を得るのに多大な力が必要となったり、あるいは思うようなターン弧が描けなくなったりする。一方でコンケーブだと極端にエッジが効いてしまう事があり、エッジの引っ掛かりが強すぎて、スキッディングターンが難しくなったり、時に転倒の危険性が高くなったりする。そのためソールはフラット（平面）である事が望ましい。
コンベックスやコンケーブとなってしまったソールは、エッジの研磨等を含めたチューンナップによってフラットにする。方法としては数種類のサンドペーパーを使ったベルトサンダーを用いたサンディングと、サンディングを行った後にさらに砥石で平滑に仕上げるフィニッシュストーン仕上げ（ストーンフィニッシュとも）とがある。それらのスキー板ソールチューンナップは、アルペン競技用・技術選手権用・一般用など、その目的に応じた種類を選んで行われている。

## 各種スキー板

### アルペンスキー

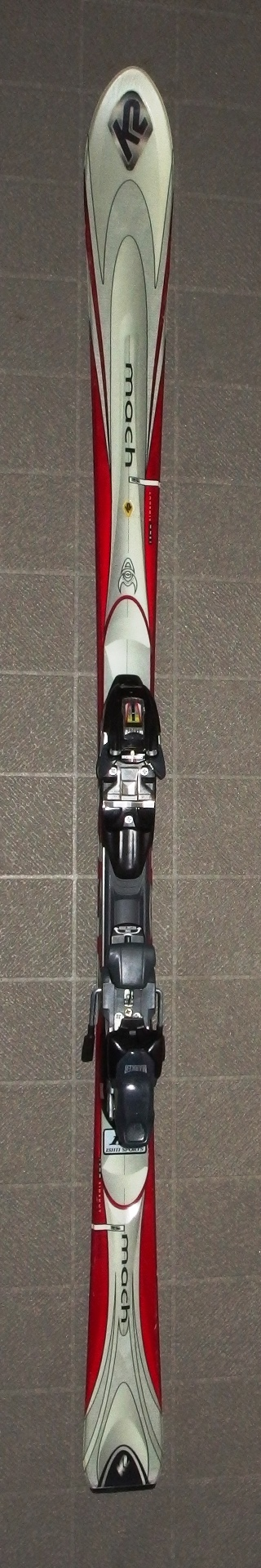
カービングスキーの板。くびれた形をしている。

アルペンスキーの板は、ターン技術を用いた滑走に適した形状をしており、アルペン競技からデモ（基礎）、一般用まで標準的に使用される。板のチップとテールが太く、ビンディングを介してブーツと繋がるセンターが細くくびれた形状となっている。滑走時にスキーヤーがスキー板を傾けて板の上から荷重を掛ける事でスキー板はたわみ、エッジが雪面に食い込んで足場をつくることでスキー板全体は雪面に対して弧を描いて接することとなり、その結果スキーヤーはターンすることができる。
1980年代までアルペンスキーはほぼ直線的な形状を持ち、2mにも及ぶ長さのスキー板が使用されていたが、1990年代初期に側面が弧を描くカービングスキーが登場しスキー技術にも大きな影響を及ぼした。

### クロスカントリースキー
クロスカントリースキーは非常に軽く細身で直線的なスキー板。テレマークスキーと同様にブーツの先端のみが固定され歩行を容易にしている。

### スキージャンプ用スキー
スキージャンプのために作られたスキー板。空中で揚力を得てより遠くまで飛ぶために長く幅が広い。ブーツの先端のみが固定されるビンディングを持つ。

### テレマークスキー
テレマークスキーとはブーツの先端のみが固定されたスキー板。滑走と歩行の両方を目的とする。最も初期のスキー板でもある。

### モノスキー
1枚の板に両足を載せて滑る通常の2本分の幅を持つスキー板。板の中央部に板の長手方向に平行に両足がセットされる。主に新雪などを滑るためのスキー板。

### チェアスキー
障害者スポーツとして下肢に障害のある競技者が使用。

### ミニスキー
子供用の玩具として発売されているプラスチック製の短いスキー板。専用のスキー靴は必要なく長靴にベルトを結びつける作りとなっている。
リフトに乗ることが禁止のピステ(例:長野県の白樺高原国際スキー場)もある。

## スキー板のメーカー
- エラン
- 小賀坂スキー製作所
- ロシニョール
- サロモン
- バートン・スノーボード
- フォルクル
- ヨネックス
- アルマダ（英語版）
- ICELANTIC
- アトミック
- ブルーモリス
- COREUPT
- ディナスター（英語版）
- FACTION
- フィッシャー
- Head（英語版）
- K2（英語版）
- ID one
- KEI-SKI
- クナイスル
- Line Skis（英語版）
- ノルディカ（英語版）
- リィズム（ReISM）
- SURFACE
- VECTOR GLIDE
- ブラッククロウ